# Quando gli angeli dormono (film 1947)
Quando gli angeli dormono (Cuando los ángeles duermen) è un film del 1947 diretto da Ricardo Gascón.
Film di produzione italo-spagnola con soggetto tratto dal romanzo Cuando los ángeles duermen di Cecilio Benitez de Castro.

## Trama
Un operaio dalle umili origini si trasferisce dalla campagna in città; ambizioso e arrivista, per ottenere i suoi scopi non esita a tradire i compagni di lavoro, la moglie e gli amici. Quando perde la sua unica figlia, si renderà conto troppo tardi di aver sprecato malamente la sua esistenza.

## Distribuzione
Il film fu proiettato per la prima volta in Spagna a Barcellona il 28 aprile 1947. In Italia ottenne il visto di censura n. 3.128 del 22 settembre 1947 per una lunghezza di 2.761 metri e fu proiettata il 27 settembre dello stesso anno. In seguito il film fu rieditato con il titolo Colpa di un padre.